# 恐怖主義與蘇聯
在蘇聯的極盛時期，共產主義和共產主義國家被認為是國際恐怖主義的主要来源。 北約，以及英國、義大利、德國（冷戰期間為西德）的政府察覺到並認為在其境內的帶有暴力性的共產主義組織對其國家安全造成極大威脅。有證據指控蘇聯在背後秘密支持這些激進組織。